# Gibberyd
Gibberyd är en by som ligger cirka 3 km nordväst om Rumskulla kyrka i Rumskulla socken i Vimmerby kommun.
I byn Gibberyd finns fyra olika gårdar samt ett torp som brann ner 2009.
Byn är mest känd för att den nedre gården användes som filminspelningsplats för Emil i Lönneberga-filmerna som spelades in på 1970-talet. Sedan 1980 har ortsnamnet Katthult beskrivit gården på olika kartor och är sedan tidigt 2000-tal officiell adress för gården. På 1998 års upplaga av terrängkartan anges namnet Katthult (Blad 6F NO).
En annan sevärdhet i byn är Gibberydssågen, en bysåg som byggdes på 1920-talet och renoverades 2011.